# 費爾特-洪沙格國家公園

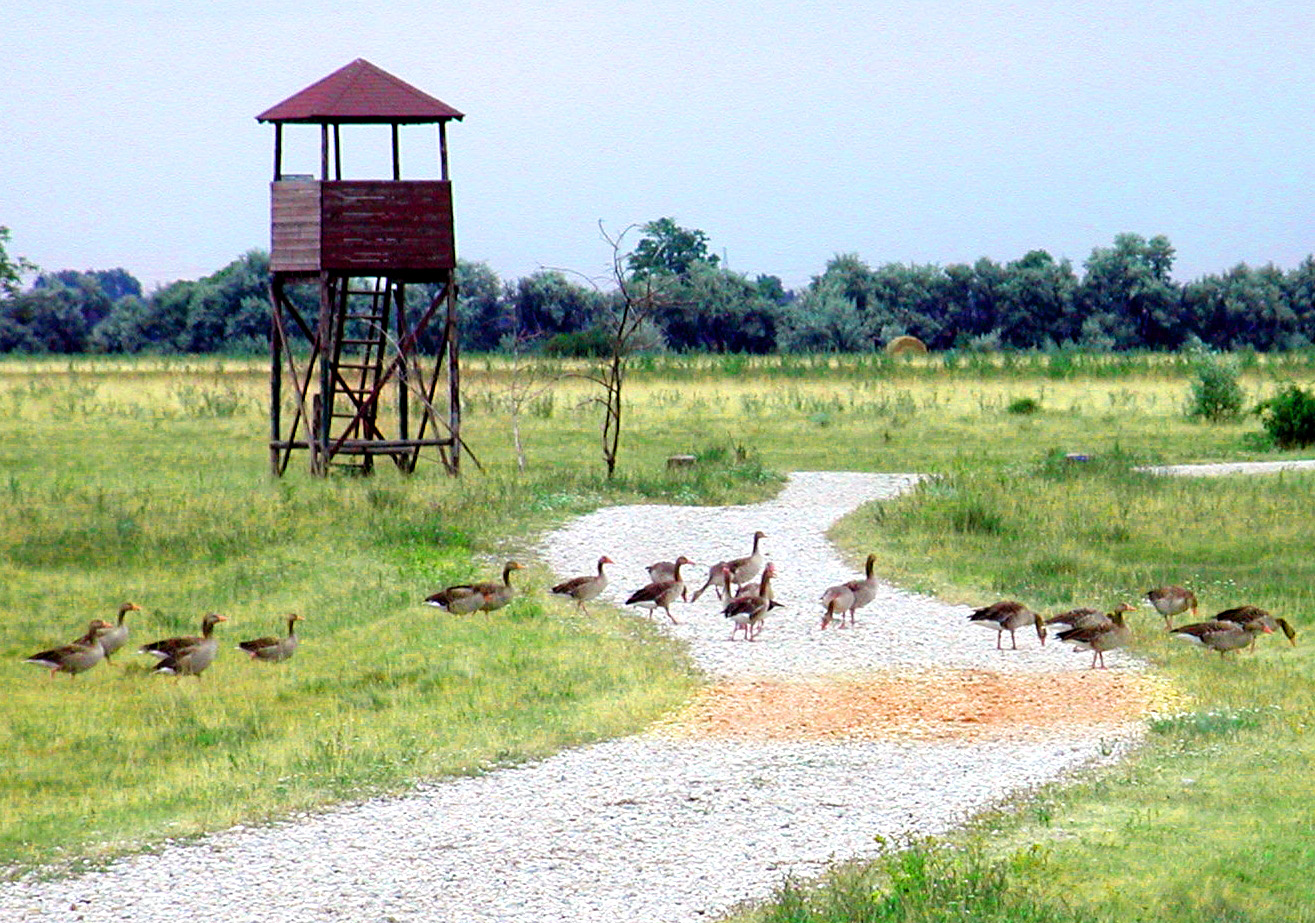

費爾特-洪沙格國家公園（匈牙利語：Fertő–Hanság Nemzeti Park）是匈牙利的國家公園，位於該國西北部，由傑爾-莫雄-肖普朗州負責管轄，始建於1991年，面積236平方公里，該地區的費爾特湖是中歐的第三大湖泊。
47°45′N 16°45′E / 47.75°N 16.75°E